# Domenico Fancelli

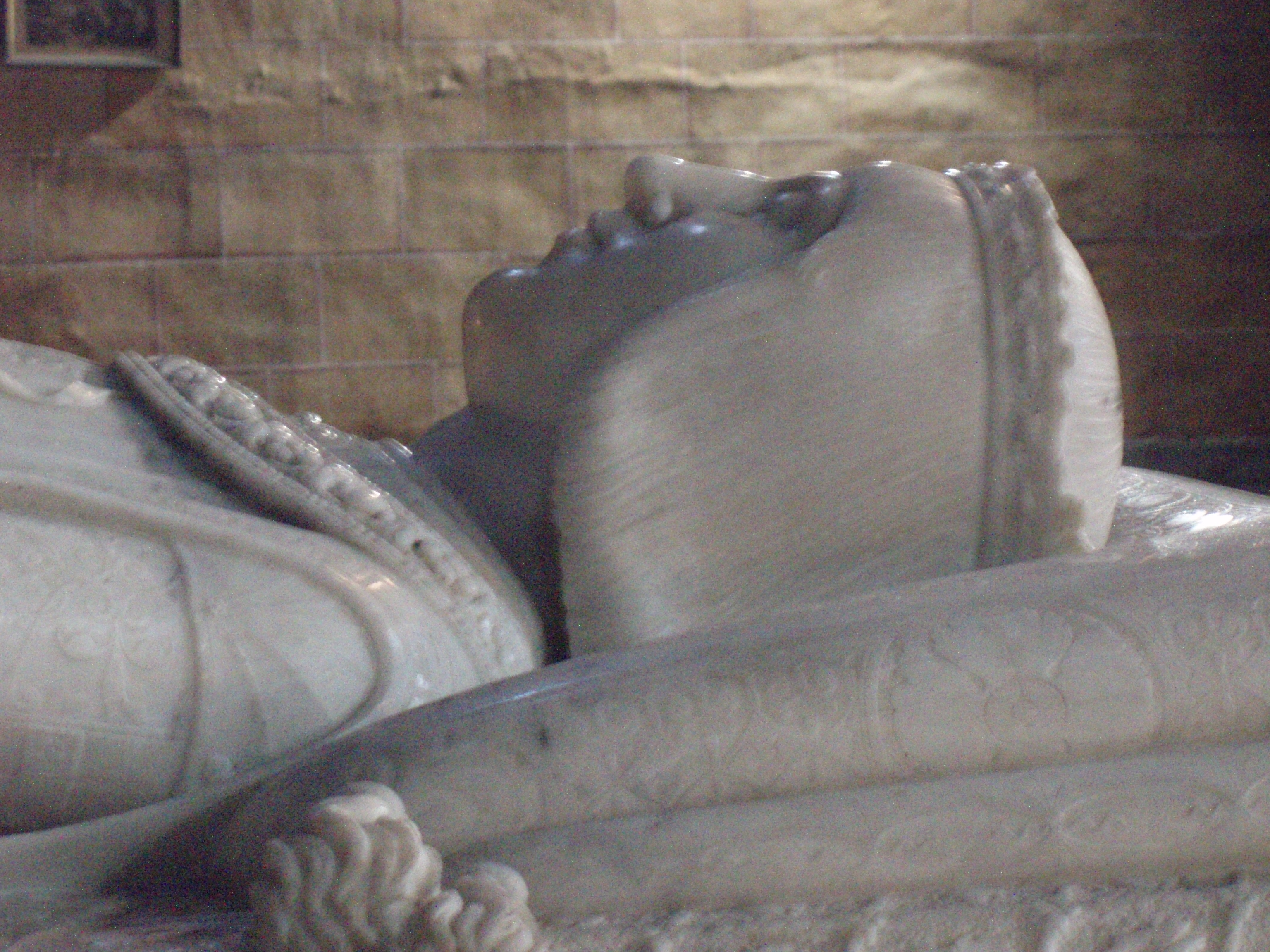
Detalle del sepulcro del príncipe Don Juan de Aragón y Castilla.

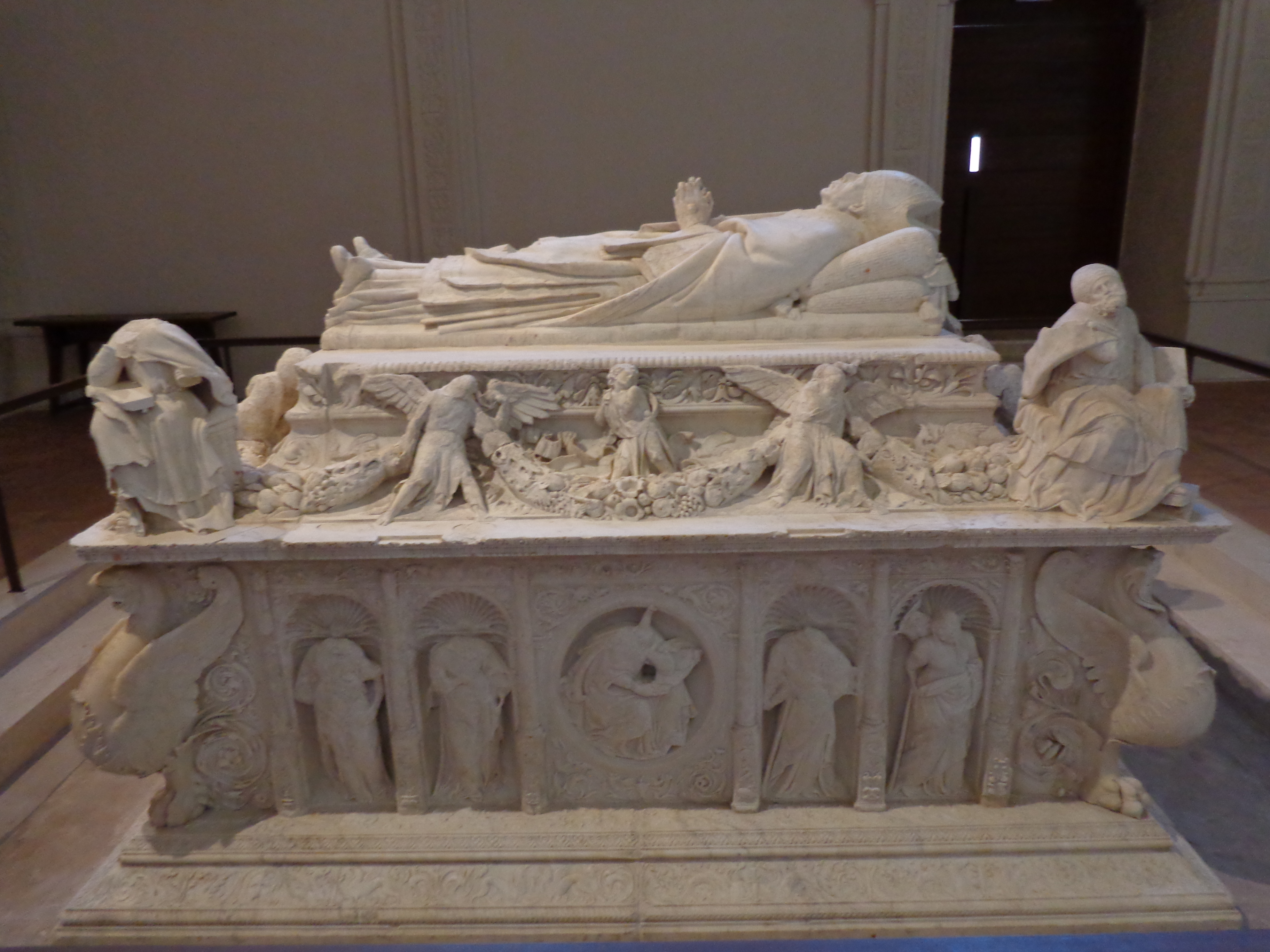
Cenotafio del cardenal Cisneros en Alcalá de Henares.

Domenico Fancelli (Settignano, 1469 - Zaragoza, 1519) fue un escultor italiano que trabajó fundamentalmente en España, donde fue uno de los introductores del Renacimiento. Sus obras más destacadas son el sepulcro del cardenal Diego Hurtado de Mendoza en la catedral de Sevilla, el de los Reyes Católicos en la Capilla Real de Granada y el Cenotafio del cardenal Cisneros en la capilla de San Ildefonso de Alcalá de Henares.

## Biografía
Nació en Settignano, cerca de Florencia. Se sabe apenas de historia acerca de su etapa de formación, que debió de tener lugar en Florencia y en Roma. Por encargo del conde de Tendilla, esculpió en Génova el sepulcro de Diego Hurtado de Mendoza, hermano del conde, que había fallecido en 1502. Posteriormente el sepulcro fue transportado a Sevilla y Fancelli lo situó en la catedral.
Hacia 1510 recibió el encargo de realizar el sepulcro del príncipe Don Juan, heredero prematuramente fallecido de los Reyes Católicos, para el Real Monasterio de Santo Tomás, en Ávila, y el éxito que alcanzó con esta obra le valió que se le encargase la que es probablemente su obra más conocida, el sepulcro de los Reyes Católicos en la Capilla Real de la catedral de Granada, terminado en 1517. Recibió también el encargo de realizar los monumentos sepulcrales de los reyes Juana y Felipe de Castilla, pero murió antes de llevarlos a cabo. Fue sustituido en estas obras por Bartolomé Ordóñez.
Tuvo una gran influencia en la escultura española, como puede verse en la obra de artistas como Vasco de la Zarza.